# William Beauclerk (8. książę St Albans)
William Beauclerk (ur. 18 grudnia 1766, zm. 17 lipca 1825 w Londynie) – brytyjski arystokrata i polityk, młodszy syn Aubrey'a Beauclerka, 5. księcia St Albans i lady Catherine Ponsonby, córki 2. hrabiego Bessborough.
Jako młodszy syn księcia St Albans nosił tylko tytuł lorda. Nie był też przeznaczony do dziedziczenia tytułu książęcego i innych przysługujących mu tytułów. Zmieniło się to w 1816 r., kiedy w przeciągu jednego roku zmarli zarówno starszy brat Williama, Aubrey, jak i jego jedyny syn, noszący to samo imię co ojciec. Mały Aubrey miał w chwili śmierci niewiele ponad jeden rok (tytuł odziedziczył gdy miał zaledwie 136 dni, będąc tym samym najmłodszym parem w historii Wielkiej Brytanii). William przyjął więc w 1816 r. tytuł 8. księcia St Albans i należne mu miejsce w Izbie Lordów.
20 lipca 1791 r. poślubił Charlotte Thelwell (ur. przed 1776, zm. 19 października 1797), córkę Roberta Thelwella i Charlotte Nelthorpe, córki sir Johna Nelthorpe'a, 5. baroneta. Małżonkowie nie mieli razem dzieci.
4 marca 1799 r. w Little Grimsby w Lincolnshire, poślubił Marię Janettę Nelthorpe (przed 1784 - 17 stycznia 1822), córkę Johna Nelthorpe'a i Mary Cracroft, córki Roberta Cracrofta. William i Maria mieli razem siedmiu synów i sześć córek:
- Maria Amelia Beauclerk (maj 1800 - 9 lipca 1873)
- William Aubrey de Vere Beauclerk (24 marca 1801 - 27 maja 1849), 9. książę St Albans
- Charlotte Beauclerk (4 kwietnia 1802 - 12 sierpnia 1842)
- Caroline Janetta Beauclerk (28 czerwca 1804 - 22 sierpnia 1862), żona Arthura Capella, 6. hrabiego Essex, miała dzieci
- John Nelthorpe Beauclerk (9 grudnia 1805–1810)
- Louisa Georgiana Beauclerk (28 grudnia 1806 - 18 lutego 1843), żona Thomasa Hughana, miała dzieci
- kapitan Frederick Charles Peter Beauclerk (28 czerwca 1808 - 17 listopada 1865), ożenił się z Jemimą Johnstone, miał dzieci
- Georgiana Beauclerk (wrzesień 1809 - 8 stycznia 1880), żona Montagu Cholmeley'a, 2. baroneta, miała dzieci
- Mary Noel Beauclerk (28 grudnia 1810 - 29 listopada 1850), żona Thomasa Corbetta, miała dzieci, jej potomkinią jest Samatha Cameron, żona obecnego lidera konserwatystów, Davida Camerona
- Henry Beauclerk (23 czerwca 1812 - 22 stycznia 1856)
- Charles Beauclerk (10 października 1813 - 2 listopada 1861), ożenił się z Laurą Stopford, miał dzieci, jednym z jego wnuków był Charles Beauclerk, 13. książę St Albans
- kapitan Amelius Wentworth Beauclerk (16 sierpnia 1815 - 24 marca 1879), ożenił się z Frances Harrison, miał dzieci
- George Augustus Beauclerk (14 grudnia 1818 - 3 stycznia 1880)

William Beauclerk cieszył się tytułem książęcym przez 9 lat. Zmarł w 1825 r. w wieku 59 lat. Wszystkie tytuły odziedziczył jego najstarszy syn.